# Центральный регион (Камерун)
Центральный регион (англ. Centre Region, фр. Région du Centre) (до 2008 г. — Центральная провинция) — регион в центральной части Камеруна.
Административный центр провинции — город Яунде (столица Камеруна), важный промышленный и культурный центр. Вне столицы распространено плантационное сельское хозяйство.

## География
Граничит с районами: Адамава, Южным, Северным, Западным и Юго-Западным. Занимает второе место по площади среди регионов страны. Центральный регион целиком расположен на Южнокамерунском плато, средняя высота: 500—1000 м за исключением долины реки Санага и её притоков.

## Административное деление
Регион делится на 10 департаментов:
1. От-Санага (Haute-Sanaga) — 11 854 км²
2. Лекье (Lekié) — 2 989 км²
3. Мбам и Инубу (Mbam-et-Inoubou) — 7 125 км²
4. Мбам и Ким (Mbam-et-Kim) — 25 906 км²
5. Мефу и Афамба (Méfou-et-Afamba) — 3 338 км²
6. Мефу и Аконо (Méfou-et-Akono) — 1 329 км²
7. Мфунди (Mfoundi) — 297 км²
8. Ньонг и Келле (Nyong-et-Kéllé) — 6 362 км²
9. Ньонг и Мфуму (Nyong-et-Mfoumou) — 6 172 км²
10. Ньонг и Соо (Nyong-et-So’o) — 3 581 км²

## Галерея

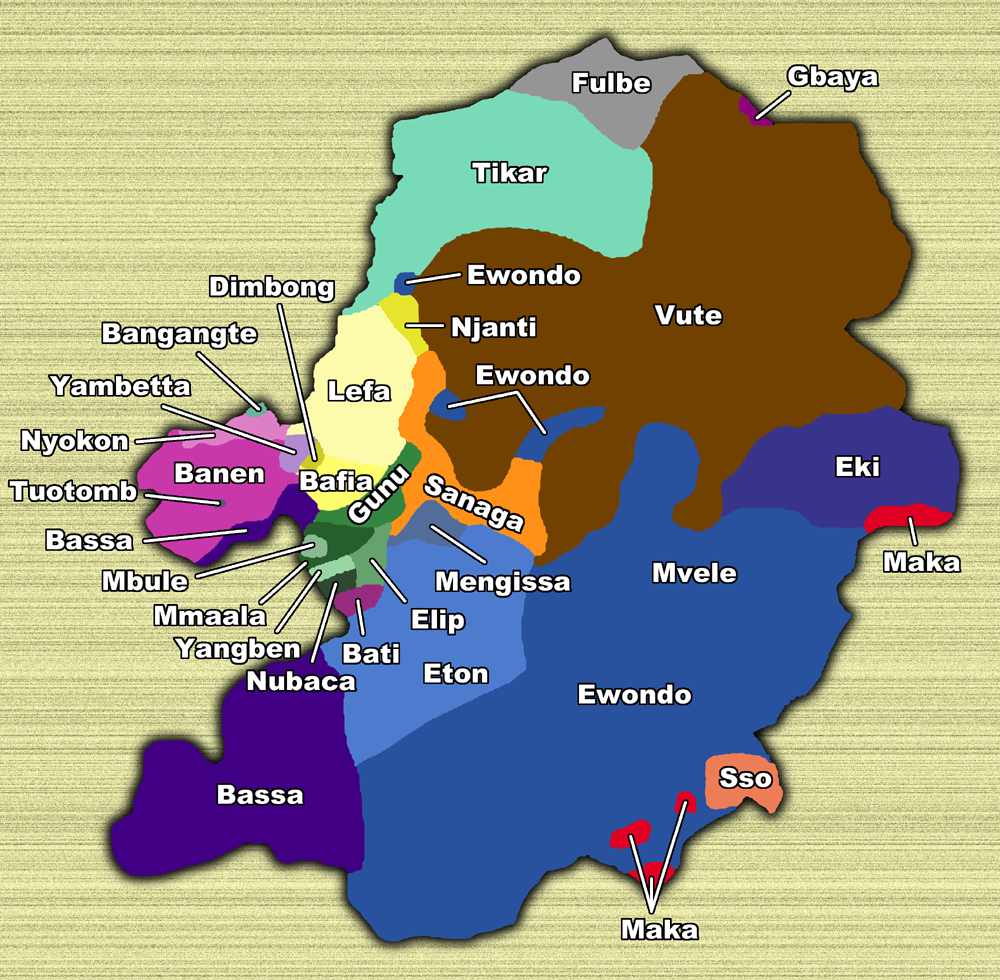
Географическое распределение этнических групп в Центральном регионе.
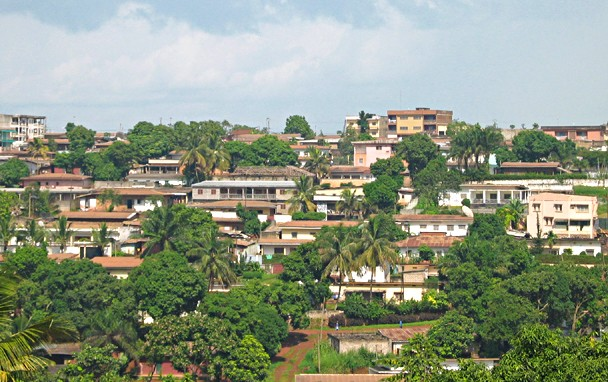
Вид на столицу Центрального региона Яунде
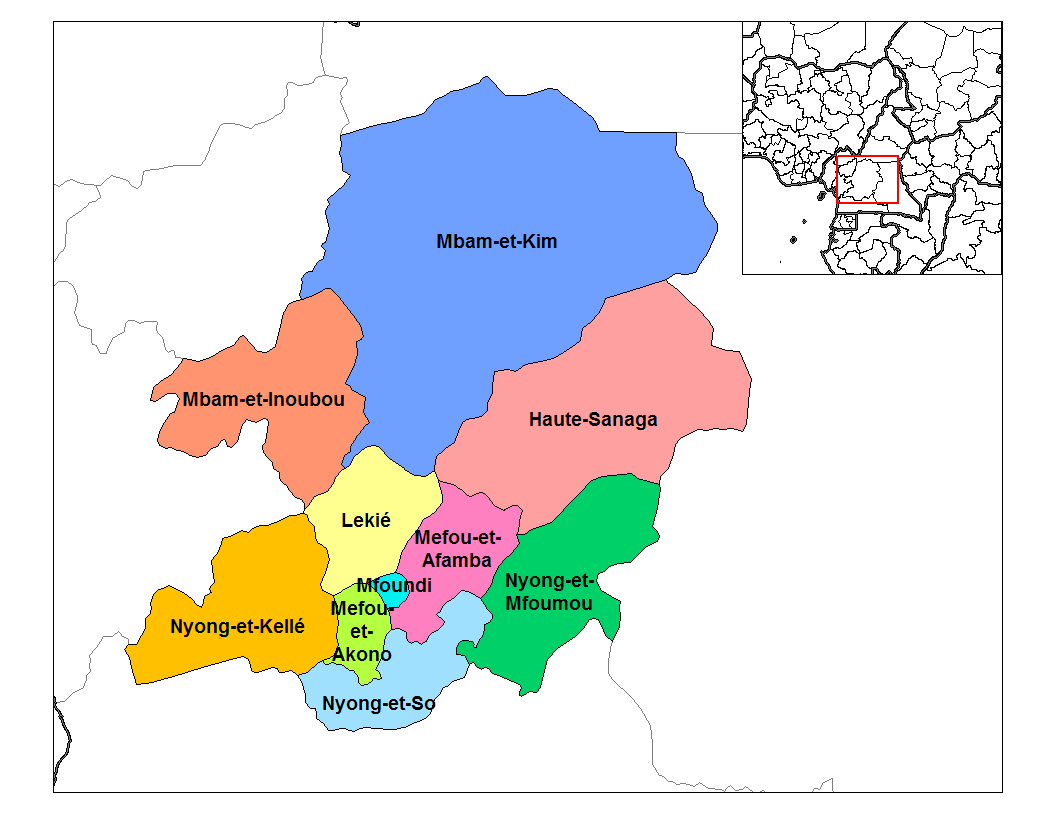
Департаменты Центрального региона